# Vespertine Singles Box (Ltd)
Vespertine Singles Box (Ltd), caja de sencillos del álbum Vespertine de la cantante islandesa Björk. Esta caja está formada por 12 CDs y cada uno de ellos contiene una canción. El lanzamiento de este artículo es doble: en primer lugar, salió a la venta el 27 de agosto de 2001 a través de la revista Dazed & Confused, y más tarde salió oficialmente a través de la discográfica One Little Indian el día 15 de febrero de 2002.
Después de que el álbum Vespertine fuese nominado al Grammy por «Mejor álbum de música alternativa», Björk se decidió a publicar una edición del mismo álbum con un CD para cada canción y acompañando estos con el diseño que aparece en los videoclips.
Aunque no entró en las listas de ventas oficiales, fue incluido en las listas de revistas musicales de Rolling Stone (puesto 16 en 50 Coolest Records y puesto 4 en Top 10 de la misma revista.) 

## Lista de canciones
Todas las canciones escritas y compuestas por ver Vespertine. 
| Vespertine Singles Box |                            |          |  |
| N.º                    | Título                     | Duración |  |
| 1.                     | «Hidden Place» (CD1)       | 5:29     |  |
| 2.                     | «Cocoon» (CD2)             | 4:28     |  |
| 3.                     | «It's Not Up To You» (CD3) | 5:29     |  |
| 4.                     | «Undo» (CD4)               | 5:38     |  |
| 5.                     | «Pagan Poetry» (CD5)       | 5:14     |  |
| 6.                     | «Frosti» (CD6)             | 1:41     |  |
| 7.                     | «Aurora» (CD7)             | 4:39     |  |
| 8.                     | «An Echo A Stain» (CD8)    | 4:04     |  |
| 9.                     | «Sun In My Mouth» (CD9)    | 2:40     |  |
| 10.                    | «Heirloom» (CD10)          | 5:12     |  |
| 11.                    | «Harm Of Will» (CD11)      | 4:36     |  |
| 12.                    | «Unison» (CD12)            | 6:47     |  |
| 55:33                  |                            |          |  |

## Posicionamiento en listas no oficiales
| Revista           | Lista                       | Puesto |
| ----------------- | --------------------------- | ------ |
| Rolling Stone     | 50 Coolest Records          | 16     |
| Rolling Stone     | Top 10                      | 4      |
| Spin              | Albums of the Year 2001     | 5      |
| Alternative Press | 25 Best Albums of 2001      |        |
| The Wire          | 50 Records of the Year 2001 | 1      |
| Mojo              | Best [40] Albums of 2001    | 7      |
| NME               | 50 Albums Of the Year 2001  | 32     |

## Recepción
En general obtuvo críticas positivas con la revista Rolling Stone incluso llegande a decir del álbum que era «el mejor de su carrera» y que una vez que «empezaba a cantar... te dejabas llevar». Por su parte la revista Q dijo del álbum que «sonaba como ningún otro» y que «evocaba el espíritu complejo y emocional de su creadora». La revista Uncut dijo de él que era «extraordinariamente íntimo y dulce» y Alternative Press que una «verdadera sensibilidad pop» emanaba del trabajo de la cantante. Otras resvistas le dieron calificativos como «maravilloso» The Wire y «encantandor» NME.

## Personal
- Ingenieros: Jake Davies, Damian Taylor, Erik Gosh.
- Voz: Björk.
- Programación: Björk, Guy Sigsworth, Jake Davies, Damian Taylor, Matthew Herbert, Matmos, Thomas Knak, Valgeir Sigurdsson, Marius De Vries, Martin Console.
- Celeste y clavicordio: Guy Sigsworth.
- Harpa: Caryl Thomas, Zeena Parkins.